# Jan Svoboda (bokser)
Jan Svoboda – czeski bokser, mistrz Czech w kategorii muszej z roku 1996, półfinalista turnieju im. Feliksa Stamma w Warszawie w roku 1994, finalista turnieju Grand Prix Ústí w roku 1995. 
W październiku 1994 doszedł do półfinału turnieju Stamma w Warszawie. W półfinale przegrał na punkty (0:16) z reprezentantem Polski Leszkiem Olszewskim.
W marcu 1995 był finalistą turnieju Grand Prix w Ústí. W finale kategorii muszej przegrał na punkty (1:9) z Filipińczykiem Sonnym Dollente.